# Oligonychus afrasiaticus
Oligonychus afrasiaticus är en spindeldjursart som först beskrevs av McGregor 1939.  Oligonychus afrasiaticus ingår i släktet Oligonychus och familjen Tetranychidae. Inga underarter finns listade i Catalogue of Life.